# Жамантогай
Жамантогай (каз. Жамантоғай) — могильник, расположенный на территории Шардаринского района Южно-Казахстанской области. Находится на правом берегу Сырдарьи, в 38 км от бывшего посёлка Чардарастрой. Включает в себя курганы различных исторических периодов. Первые захоронения относятся к эпохе бронзы.
Могильник состоит из трёх небольших групп, насчитывающих 22 земляные насыпи диаметром от 5 до 30 м, высотой от 0,5 до 2 м. Курганы относятся к 4 историческим периодам: самые древние относятся к началу I тысячелетия до н. э.) и началу сакского периода (VII—VI вв. до н. э.); остальные — к концу I тыс. до н. э. и III—V вв. н. э. Три могильника (5-й, 9-й и 12-й по классификации Чардаринской археологической экспедиции) относятся к захоронениям редкого для Казахстана катакомбного типа.
Первое исследование Жамантогая было проведено в 1959—1963 гг. Чардаринской археологической экспедицией под руководством А. Г. Максимова. В ходе исследования были вскрыты 9 курганов. При сооружении Шардаринского (Чардаринского) водохранилища значительная часть территории могильника была затоплена.
В Жамантогае найдены глиняная и медная посуда, оружие и амуниция из бронзы, железа и кости (в том числе железный меч и кинжал, колчаны из кости), украшения. Находки свидетельствуют, что этот район был густо заселён, его жители занимались животноводством, земледелием, рыболовством; поддерживались торговые связи с Индией, странами Передней и Средней Азии.